# Владлен Татарски
Владлен Татарски с истинско име Максим Юриевич Фомин (25 април 1982 Макеевка – 2 април 2023 Санкт Петербург) е роден в Украйна боец, военен блогър и банков обирджия, сражавал се на страната на Русия. Той е един от най-влиятелните военни блогъри или независими военни кореспонденти, които са писали онлайн за войната в Украйна от руска гледна точка. Татарски приема псевдонима, който използва, като адаптира името на Вавилен Татарски, главният герой в книгата на Виктор Пелевин „Поколение П“. „Телеграм“ каналът на Владлен Татарски има над 560 000 последователи.

## Биография
Бащата на Татарски е бил миньор. Татарски също е работил във въглищна мина, преди да отвори магазин за мебели. Той извършва банков обир, след като изпада във финансови затруднения. През 2011 г. е осъден на 12 години затвор за престъплението си. Той е затворен в Горловка, която попада под контрола на подкрепяните от Русия сепаратисти през 2014 г. Татарски бяга от затвора и се присъединява към проруските сепаратисти. По-късно е върнат в затвора, но е помилван от лидера на Донецката народна република. Той се е сражавал и в сепаратистките сили на Луганската народна република.
Татарски води блог за войната от 2017 г. Премества се в Москва през 2019 г., но се завръща в Украйна малко преди началото на офанзивата през февруари 2022 г. По това време Татарски се завръща на фронтовата линия. Той управлява дронове и документира събитията от войната в онлайн публикациите си. Популярността му нараства рязко след февруари 2022 г. Военните блогъри стават популярни производители на информация в Русия поради ограниченията на Русия както върху традиционните медии, така и върху обществената свобода на изразяване по въпроси, свързани с войната. Татарски критикува начина, по който Русия води войната, и иска Русия да предприеме по-агресивен подход. Въпреки това, както повечето военни блогъри, той избягва директните критики към Владимир Путин. През април 2022 г. Татарски призовава за пълно унищожаване на украинската държава. През септември 2022 г. той присъства на церемонията на Путин, проведена в Кремъл, след като Русия обявява четири украински области за свои. Татарски публикува видео от събитието, в което заявява, че ще ограби и убие всички, ако е необходимо. Това видео в крайна сметка го прави известен.

## Смърт
Татарски е убит при бомбен атентат в кафене в Санкт Петербург, собственост на Евгений Пригожин. Пригожин е предоставил кафенето на движението „Киберфронт Z“, което провежда семинари и други събития там. Татарски е домакин и изнася реч в подкрепа на руската офанзива, когато на 2 април 2023 г. става експлозията. Според губернатора на Санкт Петербург Александър Беглов 25 души са ранени при атаката, 19 от които са хоспитализирани. Оттогава Русия обвинява Украйна и руската опозиция за убийството на Татарски. Украинските медии съобщават, че мотивът е вътрешноруски разправии. Евгений Пригожин твърди, че убийството вероятно е извършено от „радикална група“, несвързана с украинското правителство. Дария Дугина е убита при бомбен атентат през август 2022 г., което прави Татарски втория известен военен пропагандатор, убит в Русия.
Руските власти арестуват 26-годишната Дария Трепова по подозрение в убийството на Татарски. Във видеоклип, заснет от властите, тя признава, че е занесла малка статуя в кафенето на Татарски, която там е избухнала. Тя не казва кой ѝ я е дал. Трепова е била арестувана преди това за участие в протести срещу военните действия на Русия. ФСБ твърди, че тя е поддръжник на Алексей Навални. Трепова казва, че е получила инструкции от украинец, когото познава като „Гещалт“, който ѝ е изпращал пари и инструкции в продължение на месеци. Била е накарана да повярва, че статуята е подслушвателно устройство, а не бомба. Според Трепова контактът на неидентифицирания „Гещалт“ е Роман Попков, активист и журналист, живеещ в Украйна, с когото е имала онлайн връзка. Трепова е казала, че се противопоставя на руската инвазия и симпатизира на Украйна, и че иска да помогне и да работи като журналист самата тя. Тя получила бомбата в пощенски пакет през март 2023 г. Трепова се опасявала, че статуята е бомба, спомняйки си съдбата на Даря Дугина, но била уверена, че това е подслушвателно и проследяващо устройство.
Попков е бивш лидер на Националболшевишката партия. Той отрича всякакво участие. Съпругът на Трепова, Дмитрий Рилов, е оставил отворено писмо на Попков, в което го призовава да направи признания. Рилов е бил арестуван и на антивоенна демонстрация. Бил е член на Руската либертарианска партия, водена от Ярослав Конвей. Партията е омаловажавала връзките си с него.
Даря Трепова е осъдена на 27 години затвор през януари 2024 г.